# 서울용산소방서

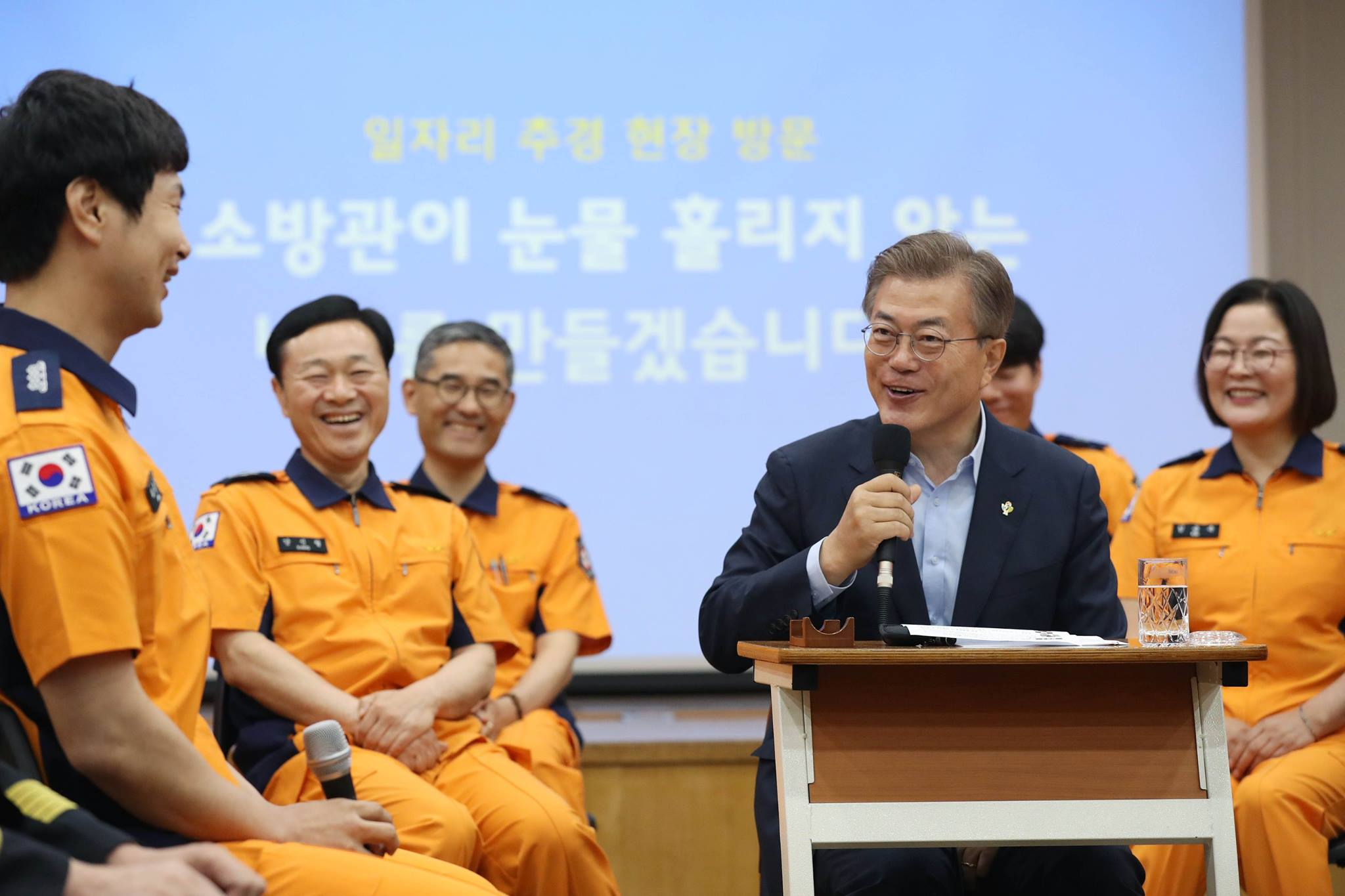
대통령 문재인이 용산소방서 직원들과 환담하고 있다.

서울용산소방서(서울龍山消防署, Seoul Yongsan Fire Station)는 서울특별시 용산구를 관할하는 서울특별시 소방재난본부 산하의 소방서이다.
소방서장은 소방정으로 보한다.

## 조직
| - 소방행정과 - 소방행정팀 - 장비회계팀 - 홍보교육팀 | - 재난관리과 - 대응총괄팀 - 구조팀 - 구급팀 | - 예방과 - 예방팀 - 검사지도팀 - 위험물안전팀 | - 현장대응단 - 지휘팀 - 진압대 - 구조대 |

## 관할센터 및 관할구역
서울용산소방서는 4개의 119안전센터와 1개의 현장대응단을 산하에 두고 있다.
| 명칭                      | 사진 | 주소                      | 관할구역 | 지역대 |
| ------------------------- | ---- | ------------------------- | --- | ------ |
| 서울용산소방서 현장대응단 |      | 한강대로 167 (한강로2가)  | 서계동, 청파동1·2·3가, 갈월동, 효창동, 남영동, 원효로1·2가, 한강로1·2가, 신계동, 문배동, 용산동3·4·5가 단, 구조는 용산구 일원 |        |
| 이태원119안전센터         |      | 이태원로 196 (이태원동)   | 이태원동, 한남동, 보광동 |        |
| 후암119안전센터           |      | 후암로 34 (후암동)        | 동자동, 후암동, 용산동 1·2가                                                                                                  |        |
| 이촌119안전센터           |      | 이촌로2가길 1 (이촌동)    | 도원동, 용문동, 청암동, 산천동, 신창동, 원효로3·4가, 한강로3가, 이촌2동                                                       |        |
| 서빙고119안전센터         |      | 서빙고로67길 7 (서빙고동) | 서빙고동, 이촌1동, 주성동, 용산동6가, 동빙고동                                                                                |        |

## 사건사고
- 1968년 11월 23일 남대문시장에 발생한 사고를 진압하다 소방관 1명이 순직하였다.[5]
- 용산4구역 남일당 화재 사건
- 2022년 10월 30일 이태원 압사사고

## 같이 보기
- 대한민국 소방청
- 대한민국의 소방
- 소방관 계급